# Matisia pacifica
Matisia pacifica är en malvaväxtart som beskrevs av Fern.Alonso. Matisia pacifica ingår i släktet Matisia och familjen malvaväxter. Inga underarter finns listade i Catalogue of Life.